# Wayne Horvitz
Wayne Horvitz (* 1. září 1955) je americký hudebník a hudební skladatel. V letech 1988 až 1993 působil v avantgardní skupině Naked City, kterou vedl saxofonista John Zorn. V letech 1997 až 2001 hrál spolu s klávesistou Davem Palmerem, bubeníkem Bobbym Previtem a saxofonistou Skerikem v improvizační skupině Ponga. Během své kariéry rovněž vydal řadu alb pod svým jménem, často u Zornovo vydavatželství Tzadik Records, a spolupracoval s mnoha dalšími hudebníky, mezi které patří například Ron Miles, Eyvind Kang nebo Elliott Sharp.